# Wilhelm Hołowiński
Wilhelm Hołowiński herbu Kostrowiec Odmienny (ur. ok. 1800, zm. po 1831) – marszałek szlachty powiatu owruckiego, powstaniec listopadowy, zesłaniec syberyjski. 
Urodził się około 1800. Był synem Piotra i Dominiki z domu Łęskiej. Do 1831 był marszałkiem szlachty w powiecie owruckim.
Podczas powstania 1831 był dowódcą wojskowym i brał udział w walkach pod Potapowiczami, pod Waśkowiczami, pod Owruczem. Został otoczony i ranny został wzięty do niewoli przez Rosjan.
Około sierpnia 1831 został uznany winnym złamania przysięgi na wierność poddanego (nie powiadomił rządu o organizowanym spisku) i czynnego udziału w tzw, spisku omskim, m.in. dowództwa napadu na Owrucz, gdzie przejęto siłą od Rosjan 15 tys. rubli, do czego się przyznał i został skazany przez sąd wojenny w osobie głównodowodzącego 1 Armią na karę śmierci przez rozstrzelanie i na konfiskatę majątku, po czym karę zamieniono na zesłanie do ciężkich robót i odebranie szlachectwa.
Skazany na karę pracy w Korpusie Syberyjskim w wymiarze 20 lat początkowo przebywał w guberni jenisejskiej przy pracach solnych. Po nieudanej probie ucieczki trafił na dalsze tereny wschodnie na ziemi iłgińskiej (wzgl. iłgeńskiej) za Irkuckiem do katorgi nerczyńskiej. Zmarł w młodym wieku w trakcie odbywania kary. Został znaleziony powieszony (według niektórych źródeł było to samobójstwo).